# Dmitrij Matiuszkin
Dmitrij Michajłowicz Matiuszkin (ros. Дмитрий Михайлович Матюшкин, ur. 2 października 1906 w Bołchowie w guberni orłowskiej, zm. 1993) – radziecki działacz partyjny i państwowy.

## Życiorys
Od 1928 należał do WKP(b), pracował jako technolog i majster w fabryce samochodów im. Stalina w mieście Gorki. W 1939 został instruktorem Gorkowskiego Komitetu Obwodowego WKP(b), w 1941 był II sekretarzem Komitetu Miejskiego WKP(b) w Muromiu, 1941-1942 uczył się w Wyższej Szkole Organizatorów Partyjnych przy KC WKP(b), po ukończeniu której został instruktorem wydziału Zarządu Kadr KC WKP(b) (przekształconego później w Wydział Organów Partyjnych, Związkowych i Komsomolskich KC WKP(b). W grudniu 1949 został sekretarzem Krasnodarskiego Komitetu Krajowego WKP(b), a od 1952 do lutego 1954 był I zastępcą przewodniczącego Komitetu Wykonawczego Krasnodarskiej Rady Obwodowej. Od lutego 1954 do kwietnia 1958 był II sekretarzem, następnie I sekretarzem Krasnodarskiego Komitetu Krajowego KPZR, od 1960 do lutego 1961 był sekretarzem Komitetu Obwodowego KPZR w Kałudze.